# Gail Amundrud
Gail Amundrud, nach Heirat Gail Beattie, (* 6. April 1957 in Toronto) ist eine ehemalige kanadischer Schwimmerin. Sie gewann mit der Freistilstaffel 1976 eine olympische Bronzemedaille. Dreimal siegte sie bei den Commonwealth Games, bei Schwimmweltmeisterschaften gewann sie zwei Bronzemedaillen.

## Karriere
Die 1,83 m große Gail Amundrud war Spezialistin im Freistilschwimmen. Bei den Schwimmweltmeisterschaften 1973 belegte sie den fünften Platz mit der Lagenstaffel. Ihre erste internationale Medaillen gewann sie bei den British Commonwealth Games 1974 in Christchurch. Die kanadische 4-mal-100-Meter-Freistilstaffel mit Anne Jardin, Becky Smith, Gail Amundrud und Judy Wright gewann die Goldmedaille vor den Australierinnen. Auf der 100-Meter-Freistilstrecke belegte Amundrud den zweiten Platz mit 0,25 Sekunden Rückstand auf die Australierin Sonya Gray. Amundrud startete auch über 200 Meter Freistil und erkämpfte Bronze hinter den Australierinnen Sonya Gray und Jenny Turrall. Die kanadische Lagenstaffel mit Wendy Cook, Marian Stuart, Patti Stenhouse und Gail Amundrud gewann ebenfalls die Goldmedaille.
1975 bei den Weltmeisterschaften in Cali gewann Amundrud die Bronzemedaille mit der Freistilstaffel in der Aufstellung Gail Amundrud, Jill Quirk, Becky Smith und Anne Jardin. Drei Monate später fanden in Mexiko-Stadt die Panamerikanischen Spiele statt. Amundrud gewann die Silbermedaille über 200 Meter Freistil und zusammen mit Jill Quirk, Janice Stenhouse und Anne Jardin ebenfalls Silber mit der Freistilstaffel. 1976 war Montreal Austragungsort der Olympischen Spiele. Amundrud verpasste als 11. das Finale über 100 Meter Freistil. Über 200 Meter Freistil erreichte sie als Achtschnellste der Vorläufe das Finale und schwamm dann auf den fünften Platz. Drei Tage später wurde die Freistilstaffel ausgetragen. Im Vorlauf qualifizierten sich Gail Amundrud, Barbara Clark, Debbie Clarke und Anne Jardin für das Finale. Im Finale schwammen Amundrud, Clark, Becky Smith und Jardin auf den dritten Platz hinter der US-Staffel und der Staffel aus der DDR.
Gail Amundrud schwamm seit 1974 für die Pacific Dolphins aus Vancouver. 1978 nahm sie ein Studium an der Arizona State University auf und trat bis 1981 auch als Schwimmerin für ihre Universität an. Bei den Schwimmweltmeisterschaften 1978 in West-Berlin gewann sie die Bronzemedaille mit der Freistilstaffel in der Aufstellung Gail Amundrud, Nancy Garapick, Susan Sloan und Wendy Quirk. Bei den Commonwealth Games in Edmonton belegte Amundrud den achten Platz über 200 Meter Freistil. Die Freistilstaffel mit Carol Klimpel, Gail Amundrud, Susan Sloan und Wendy Quirk gewann die Goldmedaille. Ihre letzten internationalen Medaillen gewann Amundrud bei den Panamerikanischen Spielen 1979. Die Freistilstaffel mit Gail Amundrud, Carol Klimpel, Wendy Quirk und Anne Jardin erschwamm die Silbermedaille. Ebenfalls Silber  erhielten Nancy Garapick, Cheryl Gibson, Anne Gagnon und Gail Amundrud in der Lagenstaffel. Zudem gewann Amundrud noch je eine Bronzemedaille über 100 Meter und 200 Meter Freistil. Die Teilnahme an den Olympischen Spielen 1980 verpasste Amundrud wegen des Olympiaboykotts. Nach ihrer Graduierung an der Arizona State University beendete Amundrud ihre Laufbahn. In den 2010er Jahren war sie als Altersklassenschwimmerin erfolgreich.